# ایزابل (پی‌بی‌اکس)
ایزابل (به انگلیسی: issabel) یک نسخه آزاد پیاده‌سازی نرم‌افزاری از PBX است که فعالیت آن همانند هر برنامه PBX دیگر، به تلفن‌های تحت شبکه اجازه می‌دهد تا تماسی را از یکی به دیگری برقرار کنند و همچنین مدیریت و گزارش‌گیری برای تلفن‌ها را به کاربر ارائه می‌دهد. هسته این برنامه استریسک است و انشعابی از نرم‌افزار منبع باز الستیکس است. این برنامه به صورت نرم‌افزار آزاد و تحت پروانه جی‌پی‌ال ارائه می‌شود.